# SMC5
SMC5‏ (Structural maintenance of chromosomes 5) هوَ بروتين يُشَفر بواسطة جين SMC5 في الإنسان.